# La Veguita
La Veguita är en ort i Mexiko.   Den ligger i kommunen Escuintla och delstaten Chiapas, i den sydöstra delen av landet, 800 km sydost om huvudstaden Mexico City. La Veguita ligger 1 584 meter över havet och antalet invånare är 189.
Terrängen runt La Veguita är kuperad söderut, men norrut är den bergig. Runt La Veguita är det ganska tätbefolkat, med 78 invånare per kvadratkilometer. Närmaste större samhälle är Belisario Domínguez, 11,4 km sydost om La Veguita. I omgivningarna runt La Veguita växer i huvudsak städsegrön lövskog.